# Benay
Benay é uma comuna francesa na região administrativa de Altos da França, no departamento de Aisne. Estende-se por uma área de 6,81 km². Em 2010 a comuna tinha 202 habitantes (densidade: 29,7 hab./km²).